# Świadoma zgoda na udział w badaniu
Świadoma zgoda na udział w badaniu – proces, podczas którego potencjalny uczestnik dobrowolnie wyraża chęć wzięcia udziału w eksperymencie klinicznym po uświadomieniu mu wszystkich aspektów tego badania, które są istotne przy podejmowaniu decyzji o uczestnictwie. Zgody udziela się w formie pisemnej na tak zwanym formularzu świadomej zgody.
Za wyrażenie świadomej zgody uznaje się wyrażone na piśmie, opatrzone datą i podpisane oświadczenie woli o wzięciu udziału w eksperymencie klinicznym, złożone dobrowolnie przez osobę zdolną do złożenia takiego oświadczenia, a w przypadku osoby niezdolnej do złożenia takiego oświadczenia – przez jej przedstawiciela ustawowego; oświadczenie to zawiera również wzmiankę, iż zostało złożone po otrzymaniu odpowiednich informacji dotyczących istoty, znaczenia, skutków i ryzyka związanego z badaniem klinicznym, a także poinformowaniu o przysługującym prawie do wycofania się z badania klinicznego w każdej chwili.
Jeżeli świadoma zgoda nie może być złożona na piśmie, za równoważną uznaje się zgodę wyrażoną ustnie w obecności co najmniej dwóch  świadków. Zgodę tak złożoną odnotowuje się w dokumentacji badania klinicznego.